# Big Tipi

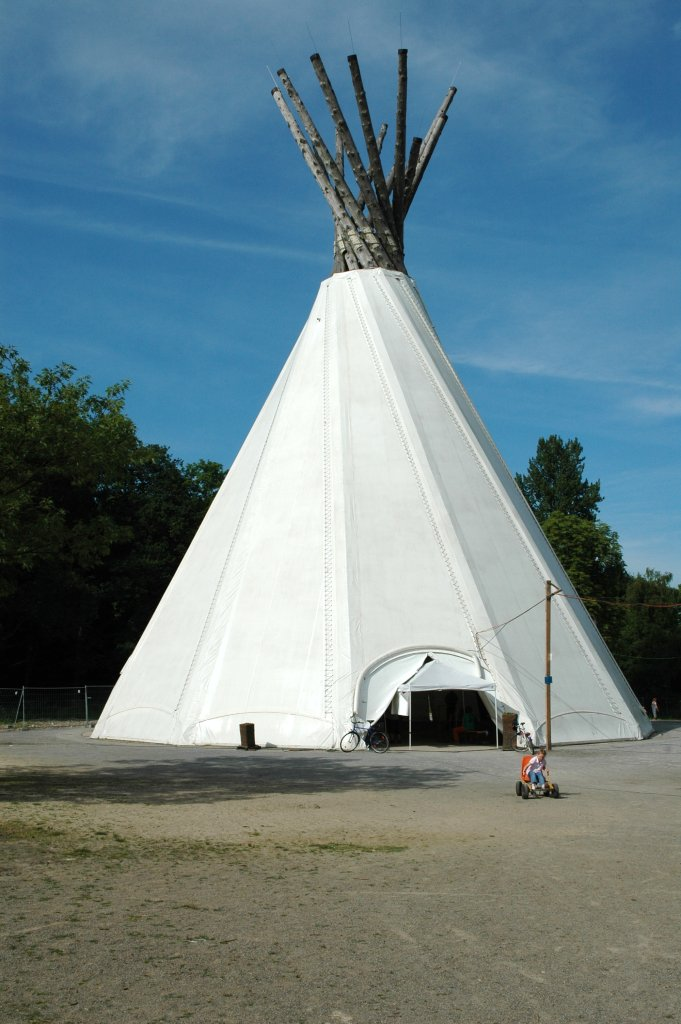
Big Tipi in Dortmund

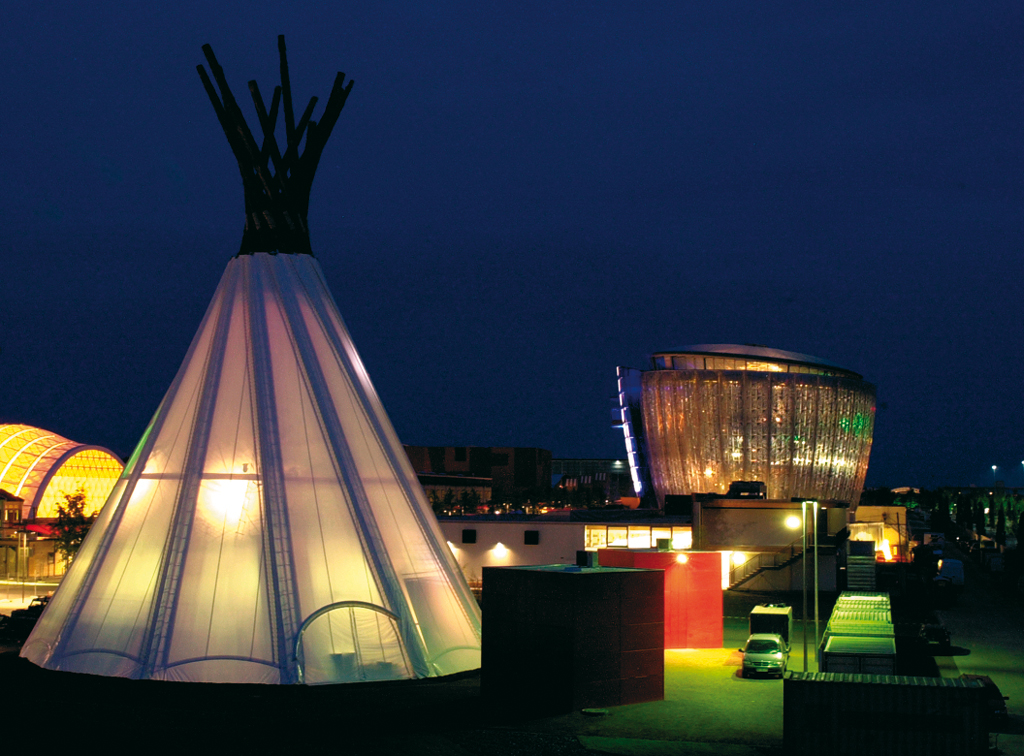
Das Big Tipi auf der Expo 2000 in Hannover

Das Big Tipi im Dortmunder Fredenbaumpark ist mit einer Höhe von 35 Metern, einem Durchmesser von etwa 25 Metern und einer Grundfläche von über 360 Quadratmetern überspannten Raums das größte „Indianerzelt“ der Welt.
Konzept und Idee stammen vom Szenografen Michael Wienand, der diese temporäre Ausstellungshalle für den Auftritt der Kinder- und Jugendplattform EXPO 2000 auf der Expo 2000 in Hannover entworfen hat. Unter der Führung des Deutschen Bundesjugendrings bot der Großteil der deutschen Jugendorganisationen während der Expo 2000 ein Programm in wechselnden Zeitfenstern. So fand u. a. der Kindergipfel 2000 im Big Tipi statt. Die bauliche und technische Realisierung basiert auf den Planungen des Dortmunder Architekturbüros Architekt Ralf Schulte-Ladbeck.
Während der Expo war im Big Tipi über der Aktionsfläche ein Hochseilgarten installiert. Neben vergleichsweise wenigen hauptamtlichen Organisatoren wurden die über 2,7 Mio. Besucher des Tipis durch eine Vielzahl von ehrenamtlich engagierten Jugendlichen aus den Mitgliedsorganisationen betreut.
Das Zelt wurde im Anschluss an die Expo von der Stadt Dortmund erworben und dient heute als Kletter- und Eventzentrum in der erlebnispädagogischen Jugendarbeit. Das Big Tipi wird seit 2007 um zahlreiche weitere Veranstaltungsbauten ergänzt. Ab Herbst 2010 war es aufgrund von Standsicherheitsmängeln (Holzfäule etc.) geschlossen. Es wurden diverse Sanierungskonzepte entwickelt. Im Juli 2011 legte Architekt Ralf Schulte-Ladbeck ein alternatives Sanierungskonzept zur Reduzierung der veranschlagten Kosten vor.
Schließlich wurde das Zelt ab 2013 für 670.000 € saniert und ist seit 2014 wieder geöffnet. Es wurden unter anderem Metallteile in die Konstruktion eingebaut und damit das marode Holz ersetzt. Wenn es zu keiner Sanierung gekommen wäre, hätte die Stadt eventuell Fördergelder in Höhe von 2,2 Millionen Euro zurückzahlen müssen.
Koordinaten: 51° 32′ 15,8″ N, 7° 27′ 10,6″ O